# Ananiv
Ananiv (em ucraniano:  Ана́ньїв, em russo:  Ана́ньев, em iídiche:   אַנאַניעוו, em romeno:  Ananiev) é uma cidade da Ucrânia, situada no Oblast de Odessa. Tem 11,2 km² de área e sua população em 2020 foi estimada em 7.930 habitantes.